# Jean-Pierre Gibert
Jean-Pierre Gibert (ur. 26 stycznia 1952) – francuski judoka. Zdobył trzy medale w drużynie na mistrzostwach Europy, w 1977, 1979 i 1982. Triumfator igrzysk śródziemnomorskich w 1979. Wicemistrz Francji w 1977, 1979 i 1980 roku.